# San Miguelito (Píllaro)
San Miguelito es una parroquia rural de la sierra ecuatoriana, ubicada a 5 minutos de la ciudad de Píllaro, perteneciente a la provincia de Tungurahua. 
La parroquia San Miguelito posee una superficie territorial de 1.787,0307 ha. (17,87 km²), de acuerdo a lo que establece la Secretaría Técnica del Consejo Nacional de Límites, y la cartografía del Instituto Geográfico Militar, IGM, sin embargo y al respecto, para el objeto de la Actualización del Plan de Desarrollo y Ordenamiento Territorial de la parroquia San Miguelito 2020-2024, el GAD Municipal de Santiago de Píllaro, en el año 2016 suscribió acuerdos inter parroquiales (Apartado de Fijación de Límites) fijando nuevos límites que anexaban territorio a esta parroquia, los que al momento no recibe un informe favorable de la autoridad competente.

## Historia

### Asentamientos
San Miguelito tiene una historia que sobrepasa el poco periodo temporal que se incluye entre la época colonial y republicana, sistemáticamente igual a otros pueblo de América. En el espacio que al día de hoy se lo conoce como " Área Septentrional Andina", correspondiente al actual territorio del Ecuador existen evidencias de poblamiento e hace dos mil años de antigüedad donde los vestigios más antiguos de aquellas épocas se las encuentra en los  Valle-alto-andino, la historia de la Era Indígena en el Ecuador se divide en cuatro periodos ocurrentes antes de la invasión del Incario, estas son:
- Periodo Precerámico

Se presentan constituyentes como Las Vegas y el Inga, los mismos que son procedentes desde la última glaciación y extendida hasta el año 4200 a. C.
- Periodo Formativo

Señales de la cultura Machalilla, Valdivia, Chorrera en la costa, Cotocollao, La Chimba en la sierra; y Pastaza, Chiguaza en el oriente. Cada una de las mencionadas culturas pertenecen y comprenden desde el año 1500 a. C. hasta el 1000 a. C.
- Periodo de Desarrollo Regional

Restos de la cultura Jambelí, Guangala, Bahía, Tejar-Daule. La Tolita, Jama Coaque en la costa ecuatoriana, en la sección sierra se presenta las culturas Cerro Narrío y Alausí; Los Tayos perteneciente a la Amazonía.
- Periodo Integración

Vestigios de las culturas Cosanga-Píllaro, Capulí, Piartal-Tuza; en la región oriental Fase Yasuní; mientras en la costa se levantan las culturas Milagro, Manteña y Huancavilca.
Una vez mostrados los periodos que se desarrollaron antes de la invasión del Incario se vieron los primeros vestigios de asentamiento en el territorio que al día de hoy lo comprende el cantón Santiago de Píllaro y la parroquia San Miguelito corresponden al Período de Integración dichos sucesos producidos antes del incario.
Se evidencian asentamientos en la parroquia San Miguelito, la cultura Cosanga comprendido entre 600 A.C. a 700 d. C., dichos asentamientos ubicados lo que en la actualidad de lo conoce como el sector Santa Marianita hasta la hacienda del Nilo, de la misma forma se considera que la cultura Panzaleo también se asentó en el mismo territorio debido a la existencia de canales de intercambio de productos que en aquella época existía.

### Fundación de la parroquia San Miguelito
La parroquia de San Miguelito fue fundada el 29 de mayo de 1861 primeramente llamado con el nombre de Huayna-Curique que significa mozo de oro, en la relación del padre de Rumiñahui Huayna Cápac. Posteriormente el nombre que usualmente se lo tenía en esos tiempos paso a llamarse San Miguelito en honor al Sr. Miguel Robalino, quién fue la personas que obsequio el terreno que se utilizaría para la construcción de la plaza, la iglesia, el cementerio y en el año de 1985 donó su propia vivienda para la edificación de la casa parroquial.

## Geografía

### Relieve y Geología
Tiene una topografía variable que va desde los 2.200 a 3.800 m s. n. m., un promedio de precipitación de 649 mm.y al estar ubicada en la región de clima ecuatorial meso térmico.
- Latitud: 1º, 12', 15'' S.
- Longitud: 78°, 32', 15'' O.

### Clima
Templado entre húmedo y seco en el sector de la Parroquia de San Miguelito media anual es de 13 °C a 14 °C.

## Política

### Autoridades del GAD-PR San Miguelito
- Sr. Christian Robinson Aguirre Molina (Presidente)
- Sr. Santiago Rojano Tituaña           (Vicepresidente)
- Sr. Gustavo Salomón Robalino Soria    (Primer Vocal)
- Sr. Wilmer Paúl Tituaña Pilco         (Segundo Vocal)
- Sra. Teresa del Rocío Pilco Diaz      (Tercer Vocal)

### Consejo de Planificación Parroquial
- Sr. Lizandro Amores                   (Vocal)
- Sra. Verónica Chiluiza                (Vocal)
- Sr. Carlos Llugsha                    (Vocal)

## Turismo

### Barrios de la parroquia San Miguelito de Píllar
- San Juan
- San Jacinto
- Huaynacuri
- Cruzñan
- La Esperanza
- El Rosario
- Chacata el Carmen
- Centro
- Censo
- Quillán Pata
- San Isidro
- Quillán
- Yacupamba
- Panguihua

### Atractivos naturales y culturales de la parroquia San Miguelito de Píllaro
- Comunidad de Quillán

Comunidad de Quillán, centro turístico de la Parroquia de San Miguelito

Esta comunidad pertenece a la parroquia de San Miguelito del cantón Santiago de Píllaro. Es un valle que se encuentra ubicado en la cuenca del río Culapachán en mismo que se muestra al suroeste del cantón. 
El valle de Quillán mantiene una temperatura promedio de los 17 °C, con una altitud de 1900 m.s.n.m y 200mm de precipitación anual, este sector turístico se encuentra a 12.5 km del cantón a un tiempo aproximado de 30 minutos de viaje en bus o vehículo de preferencia, la zona del valle de Quillán presenta un bioma de bosque seco Montano Bajo. Esta comunidad posee una mayor cantidad de fuentes o manantiales, aguas subterráneas que encontraron su desfogue en esta zona y según su historia las mismas tuvieron origen en el terremoto de 1917 una vez que se desplomaron los cerros de Huicotango, Quinuales y Tandacpacta los cuales dieron brotes de agua cuyo aluvión causó derrumbes en las talayas de Quillán.
- Los siete chorros

Localizado en la comunidad de Quillán a una distancia de 10 km desde la Matriz, se allega a la escuela Simón Rodríguez y 500 m por la izquierda se ubica el atractivo. Es un conjunto de 14 semicascadas pegadas unas a otras que brotan de una peña, son aguas subterráneas que son usualmente consideradas medicinales para aquellas personas que acuden a las mismas por el poder curativo de algunas enfermedades, su temperatura oscila de entre los 10 a 12 °C. Este sitio turístico se ve afectado por la construcción de un muro que sirve como acequia para la distribución de agua hacia los sembríos y parte para el consumo humano al retenerlo en tanque de hormigón afectando al carretero por el desbordamiento.
- Cascada del amor

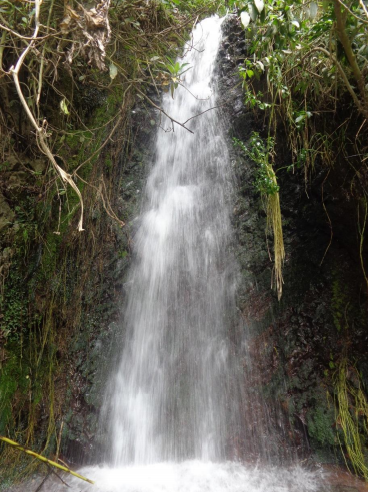
Cascada del amor, Parroquia de San Miguelito

Ubicada en la comunidad de Quillán, posee una altitud de 2334 m s. n. m. y una temperatura aproximada de 18 °C. Se accede mediante un sendero de nombre Los Higos donde se encuentran varios sitios de descanso que usualmente se los utiliza como mirador, las aguas de este lugar son limpias, cristalinas y de buena calidad. Posee una caída de 10m que se la utiliza como lugar de maravillosas fotografías y para bañarse, es necesario el uso de vestidores
- Cascada Pogyo Uco

Esta cascada se encuentra ubicada en la Parroquia de San Miguelito con una temperatura aproximada de 18 °C, las aguas de la misma provienen de la cascada los 7 chorros, ya que, solo se encuentra a 5,6 km de Quillán e interconectan por el subterráneo. Se accede por un sendero llamado la paila de las 4 orejas, posee una caída de aproximadamente 22m. Se realizan recorridos turísticos en este lugar donde se puede apreciar 5 plazas de esparcimiento y alimentación las cuales atienden a los visitantes, esta cascada también se asocia con la Cascada del amor.
- Plaza de la Resistencia Indígena

Ubicada en San Miguelito a 2 km del Barrio San Juan, se puede entrar por la vía de asfalto, este sitio fue construido en honor a Rumiñahui, ya que, Huaynacuri donde está situada esta plaza es su tierra natal. La temperatura de este lugar varia entre los 5 a 20 °C, y una altitud de 2921 m s. n. m. En la actualidad esta plaza se la utiliza como mirador y en ocasiones se realizan ferias artesanales, además aquí se festejan las fiestas del Inti Raymi en mayo y junio. También cuenta con un lugar de esparcimiento como el museo Rumiñahui.
- Museo Rumiñahui

Se encuentra en la parroquia de San Miguelito a una distancia de 4,2 km, temperatura de 5 °C y una altitud de 2937 m s. n. m. Este museo posee una colección de material arqueológico de diversas culturas acentuadas durante las épocas antes de la invasión del incario como son las Panzaleo, Puruhá, Cosanga Píllaro, pertenecientes a la sierra y a la costa la cultura, Bahía, Chorrera, Machalilla y Valdivia, además de piezas antiguas que se manifiestan en el museo como planchas, monedas, máquinas de escribir, disección de la fauna de los alrededores y del cantón en general, etc.
- Santuario de la Virgen Niña María de Jerusalén

Ubicado en la plaza central de la parroquia de San Miguelito con una temperatura que varia de entre los 5 a 20 °C. En este lugar es una iglesia moderna que posee varias obras como el viacrucis, un Cristo Crucificado y la imagen de su patrona la Virgen Niña María de Jerusalén la misma que es venerada por muchos de sus creyentes del cantón.
- Iglesia antigua de San Miguelito

Se encuentra ubicado en la plaza central de San Miguelito junto a la Iglesia moderna. La iglesia fue construida alrededor del año de 1864 y su diseño de construcción en el interior destaca la técnica de pan de oro, y es considerada Patrimonio Cultural de la nación.
- Gruta de la Niña María de Jerusalén

Se encuentra ubicada en la parroquia, a 100 metros del cementerio del lugar, el 21 de septiembre de 1844, encuentran la imagen de la virgen los señores José y Manuel Robalino. Su altitud es de 2536 m s. n. m., su temperatura de 18 a 22 °C aproximadamente, y una precipitación de 100500 mm.

### Artesanos
- Ebanista

Este taller se encuentra ubicado en la Parroquia de San Miguelito, en el presente lugar se realizan diferentes trabajos como: la restauración de santos, elaboración de esculturas y pintura en cuadros. Los precios que en ellos conlleva dependen mucho del aprecio que el turista dé a las mismas. El operario y propietario del taller el Sr. David Robalino.
- Fabricante de Guitarras

Su taller se localiza en el centro de la parroquia, especialista en la fabricación de hermosas guitarras, arpas y todos los instrumentos musicales de cuerda. El trajo del Sr. Rafael Robalino es único y preciado para cualquier amante de la música, sus precios varían dependiendo del material a utilizar y el instrumento que se lo va a adquirir.
- Fuegos Pirotécnicos

Marcelo Granda propietario del taller de pirotecnia del barrio el Centro que se encuentra ubicado en la avenida principal de la parroquia realiza y diseña diferentes tipos de fuegos pirotécnicos como: castillos, vacas locas, globos, los mismos que se llegan a comercializar a nivel nacional dando a conocer la valía de las artesanías de luces de San Miguelito. Los precios de los castillos pueden variar dependiendo de su tamaño.
- Manualidades y tejidos

La Sra. Fabiola Espín es una de las reconocidas a nivel local de tejidos realizados a base de lana de cualquier tipo, se realizan vestidos, chambras, sacos, bufandas, chalecos, gorras, diademas, lazos etc,. los mismos varían en precio dependiendo su material y tamaño. Estas artesanías se los puede apreciar y adquirir en el centro de la parroquia que es donde se encuentra ubicado.

## Educación

### Planteles Educativos de la parroquia San Miguelito

#### Jardín
- Las Mañanitas (1979), El centro.

#### Escuelas
- Rumiñahui (1951), San Juan.
- Gertrudis Esparza (1930), El Centro.
- José Elías Vasco Moya (1954), El Centro.
- García Moreno(1948), Huaynacuri.
- Héroe Hector Pilco (1995), La Esperanza.
- Simón Rodríguez (1952), Quillán.

#### Colegio
- Técnico 12 de Noviembre (1973), El Centro.

## Economía
La base monetaria de la presente parroquia se lo debe a la producción agrícola, artesanal(ebanistería y pirotecnia) y turística. 